# Sérifontaine
Sérifontaine é uma comuna francesa na região administrativa de Altos da França, no departamento de Oise. Estende-se por uma área de 20,43 km², com 2 632 habitantes, segundo os censos de 1999, com uma densidade de 128 hab/km².